# Сильверторн, Деннис
Деннис Сильверторн (англ. Dennis Silverthorne; 1 февраля 1923 года, Брайтон, Великобритания — 2 января 2004 года, Лондон, провинция Онтарио, Канада) — фигурист из Великобритании, серебряный призёр чемпионата Европы 1947 года в парном катании. Участник зимних Олимпийских игр в 1948 году. Выступал вместе с сестрой Винифред Сильверторн.
На первом послевоенном чемпионате Европы в 1947 году пара заняла второе место. После окончания любительской карьеры переехал в Канаду и стал тренером по фигурному катанию. Его известный ученик Дональд Макферсон. В 2006 году Деннис Сильверторн был введён в Канадский зал славы.

## Спортивные достижения
| Соревнования/Сезоны | 1947 | 1948 |
| ------------------- | ---- | ---- |
| Зимние Олимпиады    |      | 5    |
| Чемпионаты мира     | 4    | 6    |
| Чемпионаты Европы   | 2    |      |